# Кривуля
Криву́ля (пол. Krywula) — гірський потік в Україні, у Самбірському районі Львівської області. Правий доплив Борині (басейн Дністра).

## Опис
Довжина потоку приблизно 3,53 км, найкоротша відстань між витоком і гирлом — 3,24  км, коефіцієнт звивистості потоку — 1,09. Формується багатьма безіменними гірськими струмками. Потік тече у межах Стрийсько-Сянської Верховини (частина Українських Карпат).

## Розташування
Бере початок між горами Устрих (838 м) та Ясевець (861,3 м) у хвойному лісі. Тече переважно на північний схід і в смт Бориня впадає у потік Бориню, лівий доплив Стрию.

## Цікавий факт
- У селищі Бориня потік перетинає автошлях Т 1423[4].